# Simulium tianchi
Simulium tianchi är en tvåvingeart som beskrevs av Chen, Zhang och Yang 2003. Simulium tianchi ingår i släktet Simulium och familjen knott. Inga underarter finns listade i Catalogue of Life.